# Arquidiócesis de Songea
La arquidiócesis de Songea (en latín: Archidioecesis Songeana, en inglés: Roman Catholic Archdiocese of Songea y en suajili: Jimbo Kuu la Songea) es una circunscripción eclesiástica de la Iglesia católica en Tanzania. Se trata de la sede metropolitana de la provincia eclesiástica latina de Songea. La arquidiócesis tiene al arzobispo Damian Denis Dallu como su ordinario desde el 14 de marzo de 2014.

## Territorio y organización
La arquidiócesis tiene 38 600 km² y extiende su jurisdicción sobre los fieles católicos de rito latino residentes en los distritos de Songea y Namtumbo de la región de Ruvuma.
La sede de la arquidiócesis se encuentra en la ciudad de Songea, en donde se halla la Catedral de San Matthias Murumba Kalemba.
La arquidiócesis tiene como sufragáneas a las diócesis de: Lindi, Mbinga, Mtwara, Njombe y Tunduru-Masasi.
En 2020 en la arquidiócesis existían 35 parroquias.

## Historia
La prefectura apostólica de Lindi fue erigida el 12 de noviembre de 1913 con el decreto Ut ad orientales de la Congregación de Propaganda Fide, obteniendo el territorio del vicariato apostólico de Dar es-Salam (hoy arquidiócesis de Dar es-Salam). Fue confiada al cuidado de los benedictinos de la Congregación de Santa Otilia.
El 15 de noviembre de 1927, con el breve Non sine magna del papa Pío XI, la prefectura apostólica fue elevada a abadía territorial.
El 22 de diciembre de 1931 cedió una parte de su territorio para la erección de la abadía territorial de Ndanda (hoy diócesis de Mtwara) mediante el breve In Tanganikensi Africae del papa Pío XI.
El 23 de diciembre de 1931, en virtud del breve Ex orientali parte del papa Pío XI, asumió el nombre de abadía territorial de Peramiho.
El 16 de febrero de 1968 cedió otra porción de territorio para la erección de la diócesis de Njombe mediante la bula Sicut solliciti del papa Pablo VI.
El 6 de febrero de 1969, en virtud de la bula Quod sancta del papa Pablo VI, la abadía territorial fue elevada a diócesis, tomó el nombre de diócesis de Songea y se convirtió en sufragánea de la arquidiócesis de Dar es-Salam.
El 22 de diciembre de 1986 cedió otra porción de territorio para la erección de la diócesis de Mbinga mediante la bula Id proprium del papa Juan Pablo II.
El 18 de noviembre de 1987 fue elevada al rango de arquidiócesis metropolitana con la bula Christi Domini del papa Juan Pablo II.

## Estadísticas
De acuerdo al Anuario Pontificio 2021 la arquidiócesis tenía a fines de 2020 un total de 355 630 fieles bautizados.
| Año                                                                             | Población            | Población | Población      | Sacerdotes | Sacerdotes    | Sacerdotes    | Bautizados por sacerdote | Diáconos permanentes | Religiosos | Religiosos | Parroquias |
| Año                                                                             | Bautizados católicos | Total     | % de católicos | Total      | Clero secular | Clero regular | Bautizados por sacerdote | Diáconos permanentes | Varones    | Mujeres    | Parroquias |
| ------------------------------------------------------------------------------- | -------------------- | --------- | -------------- | ---------- | ------------- | ------------- | ------------------------ | -------------------- | ---------- | ---------- | ---------- |
| 1950                                                                            | 130 148              | 250 000   | 52.1           | 68         | 4             | 64            | 1913                     |                      | 134        | 145        | 29         |
| 1970                                                                            | 212 457              | 321 500   | 66.1           | 114        | 50            | 64            | 1863                     |                      | 148        | 279        | 41         |
| 1980                                                                            | 285 200              | 441 600   | 64.6           | 117        | 70            | 47            | 2437                     |                      | 142        | 313        | 43         |
| 1990                                                                            | 190 862              | 356 603   | 53.5           | 81         | 43            | 38            | 2356                     |                      | 195        | 389        | 23         |
| 1999                                                                            | 231 324              | 459 817   | 50.3           | 86         | 58            | 28            | 2689                     |                      | 187        | 422        | 25         |
| 2000                                                                            | 238 910              | 474 989   | 50.3           | 95         | 63            | 32            | 2514                     |                      | 188        | 435        | 25         |
| 2001                                                                            | 244 411              | 511 380   | 47.8           | 122        | 70            | 52            | 2003                     |                      | 210        | 438        | 25         |
| 2002                                                                            | 245 411              | 512 000   | 47.9           | 118        | 59            | 59            | 2079                     |                      | 230        | 432        | 25         |
| 2003                                                                            | 223 991              | 464 821   | 48.2           | 108        | 61            | 47            | 2073                     |                      | 219        | 497        | 26         |
| 2004                                                                            | 223 111              | 476 161   | 46.9           | 105        | 62            | 43            | 2124                     |                      | 227        | 458        | 27         |
| 2014                                                                            | 321 000              | 594 000   | 54.0           | 130        | 77            | 53            | 2469                     |                      | 219        | 537        | 31         |
| 2017                                                                            | 313 723              | 579 300   | 54.2           | 87         | 57            | 30            | 3606                     |                      | 210        | 543        | 32         |
| 2020                                                                            | 355 630              | 616 220   | 57.7           | 83         | 53            | 30            | 4284                     |                      | 249        | 566        | 35         |
| Fuente: Catholic-Hierarchy, que a su vez toma los datos del Anuario Pontificio. |                      |           |                |            |               |               |                          |                      |            |            |            |

## Episcopologio
- Villibrordo Lay, O.S.B. † (25 de noviembre de 1913-1922 renunció)
- Gallus Steiger, O.S.B. † (22 de febrero de 1922-6 de diciembre de 1952 renunció)
- Eberhard (Hermann) Spiess, O.S.B. † (23 de septiembre de 1953-6 de febrero de 1969 renunció)
- James Joseph Komba † (6 de febrero de 1969-1 de febrero de 1992 falleció)
- Norbert Wendelin Mtega (6 de julio de 1992-15 de mayo de 2013 renunció)[12]
- Damian Denis Dallu, desde el 14 de marzo de 2014